# Aerofotogrametria
Aerofotogrametria é o método de coleta de dados topográficos por meio de fotografias aéreas para fins de mapeamento.
Uma aeronave equipada com câmeras fotográficas métricas percorre o território fotografando-o verticalmente, seguindo alguns preceitos técnicos como: voo estável, mantendo altitude, direção única, sobreposição entre as fotos de 60%, sobreposição lateral de 30%.
A fotogrametria é a ciência que permite executar medições precisas utilizando de fotografias métricas. Embora apresente uma série de aplicações nos mais diferentes campos e ramos da ciência, como na topografia, geologia, astronomia, medicina, meteorologia e tantos outros, tem sua maior aplicação no mapeamento topográfico.
Inicialmente a fotografia tinha a única finalidade de determinar a posição dos objetos, pelo método das interseções, sem observar ou medir o relevo, muito embora desde 1732 se conhecessem os princípios da estereoscopia; o emprego desta tornou possível apenas observar (sem medir), o relevo do solo contido nas fotografias analisadas estereoscopicamente.
Em 1901, o alemão Pulfrich, apoiando-se em princípios estabelecidos por Stolze, introduziu na fotogrametria o chamado índice móvel ou marca estereoscópica. Então, não só foi possível observar o relevo, como medir as variações de nível do terreno.
Pulfrich construiu um primeiro aparelho que denominou "estereocomparador", e com ele iniciou os trabalhos dos primeiros levantamentos com base na observação estereoscópica de pares de fotografias utilizados em fotogrametria terrestre.
A partir de então uma série de outros aparelhos foram construídos e novos princípios foram estabelecidos, porém, para tomada de fotografias era necessário que os pontos de estação que referenciavam o terreno continuassem no solo, com todos os seus inconvenientes.
Ocorreu elevar ao máximo o ponto de estação, sendo utilizados balões, balões cativos e até "papagaios". Durante a guerra de 1914–1918 tornou-se imperioso um maior aproveitamento da fotogrametria, usando-se, para tomada de fotografias, pontos de estação sempre mais altos.
Com o advento da aviação desenvolveram-se câmaras especiais para a fotografia aérea, substituindo quase que inteiramente a fotogrametria terrestre, a qual ficou restrita apenas a algumas regiões. Quando são utilizadas fotografias aéreas, tem-se a aerofotogrametria.

## Produtos
Ortofoto ou ortofotografia (do grego orthós: correto, exato) é uma representação fotográfica de uma região da superfície terrestre, no qual todos os elementos apresentam a mesma escala, livre de erros e deformações, com a mesma validade de um plano cartográfico

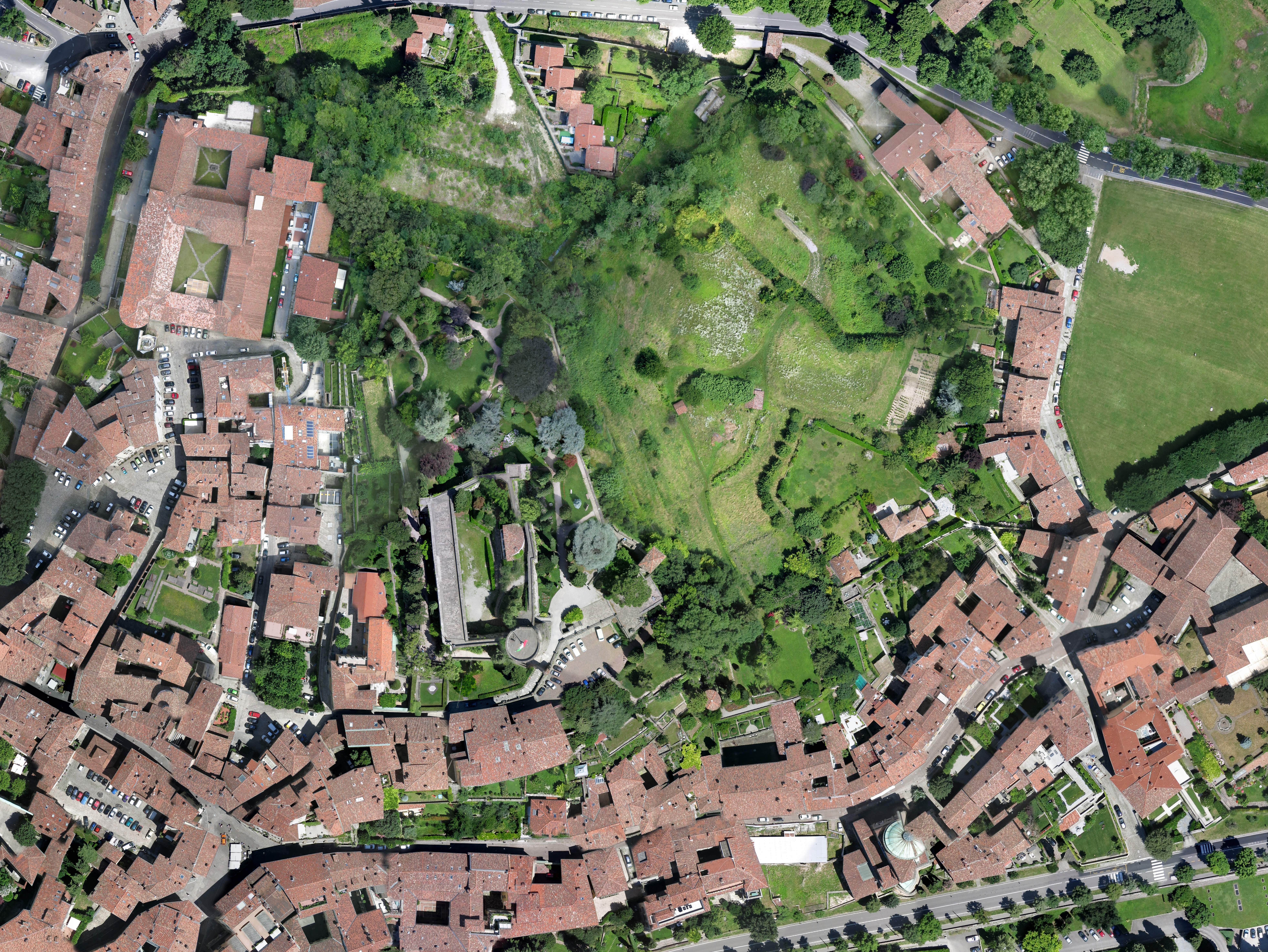
Aerofotografia drone, Città Alta, Bérgamo

Uma ortofotografia se consegue mediante a um conjunto de imagens aéreas (tomadas desde um avião, VANT ou satélite) que tenham sido corrigidas digitalmente para representar uma projeção ortogonal sem efeitos de perspectiva, pela qual é possível realizar medições exatas, ao contrário de uma fotografia aérea simples, que sempre apresenta deformações causadas pela perspectiva da câmera, a altitude ou da velocidade com que se move a câmera. A este processo de correção digital chama-se de  ortoretificação. 
Ortofotomapa ou ortofotocarta é um mapa produzido a partir de  fotografias aéreas ou de satélite transformadas para corrigir a perspectiva de modo que pareçam ter sido tomadas a distância vertical infinita.